# Rhaphidophora dammermani
Rhaphidophora dammermani är en insektsart som beskrevs av Heinrich Hugo Karny 1924. Rhaphidophora dammermani ingår i släktet Rhaphidophora och familjen grottvårtbitare. Inga underarter finns listade i Catalogue of Life.